# Chocolate and Cigarettes
Chocolate and Cigarettes är svenska Abalone Dots' tredje studioalbum, utgivet 18 april 2012.

## Låtlista
1. "Such a Crime" - 1:18
2. "Hard Times" - 4:04
3. "The Way That I'm Living" - 3:47
4. "Never Be My Man" - 2:49
5. "Regrets" - 3:24
6. "Sons and Daughters" - 3:36
7. "Om du stannar" - 3:48
8. "På väg" - 2:59
9. "Vände och gick" - 3:19
10. "Wild Heart" - 3:42
11. "Take It Easy Now" - 3:47
12. "Fall Right Back" - 3:45
13. "Serenity" - 4:09

## Mottagande
Chocolate and Cigarettes snittar på 2,6/5 på Kritiker.se, baserat på elva recensioner.

## Listplaceringar
| Lista (2012) | Topplacering |
| ------------ | ------------ |
| Sverige      | 41           |

### Fotnoter
1. ↑  ”Chocolate and Cigarettes”. Itunes. http://itunes.apple.com/us/album/chocolate-cigarettes/id514347113. Läst 14 juni 2012.
2. ↑  ”Chocolate and Cigarettes”. Kritiker.se. http://kritiker.se/skivor/abalone-dots/chocolate-cigarettes/. Läst 14 juni 2012.
3. ↑  Listplacering